# Емил Енчев
Емил Енчев е български поет, белетрист и писател.

## Биография
Роден на 16 януари 1953 година в град Търговище, Народна република България.
Живее и работи в град Девин.

## Стихове
Негови стихове са: „Умираш чрез себе си“, „Суета“, „Над смъртта“, „Пясъци“, „Поредната кукла“, „Земята остава назад“, „Нашата стая“, „Нова Земя“.